# چاژاشی
چاژاشی (به لاتین: Chazhashi) یک منطقهٔ مسکونی در گرجستان است که در شهرداری مستیا واقع شده‌است. چاژاشی ۲۸ نفر جمعیت دارد و ۲٬۲۰۰ متر بالاتر از سطح دریا واقع شده‌است.